# Vicent Venceslau Querol i Campos

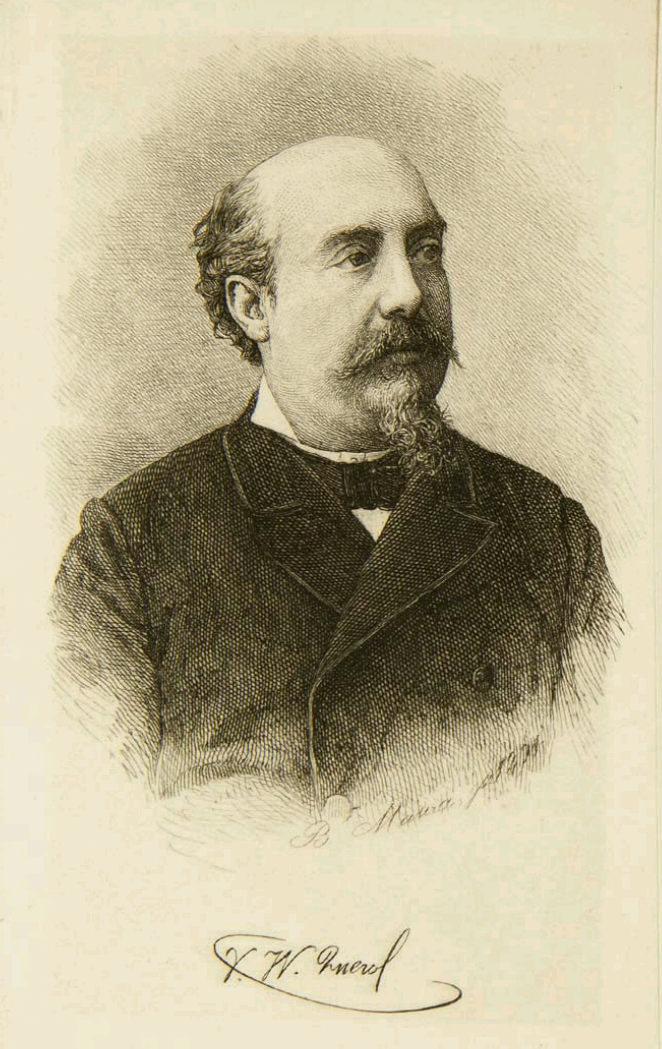
Vicent Venceslau Querol i Campos

Vicent Venceslau Querol i Campos (spanisch: Vicente Wenceslao Querol, * 28. September 1837 in Valencia; † 24. Oktober 1889 in Bétera) war ein valencianischer Dichter. Er schrieb vorwiegend Gedichte in spanischer, aber auch einige Gedichte in katalanischer Sprache. Er gilt als herausragender Dichter des spanischen Realismus des 19. Jahrhunderts. Er trat auch als Übersetzer von Lyrik in die spanische Sprache hervor.

## Leben und Werk
Vicent Venceslau Querol erwarb 1854 sein Abitur und studierte von 1854 bis 1860 Jura in Valencia. In seiner Studienzeit lernte er den Mitstudenten Teodor Llorente und den mallorquinischen Philologen und Dichter Marià Aguiló kennen. Letzterer hatte zu dieser Zeit eine Stelle als Bibliothekar an der Universitätsbibliothek von Valencia inne und galt als Begründer der Renaixença in Valencia. Vicent Venceslau Querol begann sich in diesem Umfeld zunehmend mit Poesie in spanischer und katalanischer Sprache zu beschäftigen. Er hatte von 1876 bis 1879 wichtige Verwaltungspositionen bei der Eisenbahngesellschaft MSA in Madrid inne. Er war von 1852 bis 1857 Mitglied der literarischen Gesellschaft La Estrella und des Kulturvereins Liceu Valencià. 1874 und 1875 war er Präsident des Ateneu Científic Literari i Artístic.
Seit 1851 schrieb Vicent Venceslau Querol eine große Anzahl an Gedichten in spanischer Sprache. Seine ab 1856 verfassten Gedichte in katalanischer Sprache erreichen nicht die hohe Kunstfertigkeit der spanischsprachigen Gedichte; sie gelten dennoch als eine bemerkenswerte katalanischsprachige Lyrikproduktion in Valencia. Vicent Venceslau Querol trat auch als Übersetzer von Gedichten von Horaz, Vergil, Lord Byron, Victor Hugo, Joaquim Rubió i Ors, Alphonse de Lamartine und anderen in die spanische Sprache auf. In Zusammenarbeit mit Teodor Llorente schrieb er die historischen Dramen Un drama napolitano (1860) und Berenguer II. Wie Llorente war auch Querol künstlerisch von Marià Aguiló geprägt. Er arbeitete als Kritiker mit Zeitungen wie El Pensamiento de Valencia (1858), El Miguelete (1856), Las Bellas Artes (1858), La Opinión (1860–1866), Las Provincias, Revista de Valencia (1881–1883) und anderen Periodika zusammen.
Vicent Venceslau Querol war 1872 Konsistoriums-Mitglied der Jocs Florals von Barcelona und 1885 Präsident dieses Dichterwettbewerbs. Vicent Venceslau Querol fungierte 1880 als Jury-Mitglied des Dichterwettbewerbs zum 1000-jährigen Bestehen des Klosters Montserrat.
Vicent Venceslau Querols poetisches Werk wurde in den Bänden Rimas (1877, 1891), Obres valencianes completes (1958) und Poesías desconocidas (1967) veröffentlicht.